# Dietrich Spangenberg

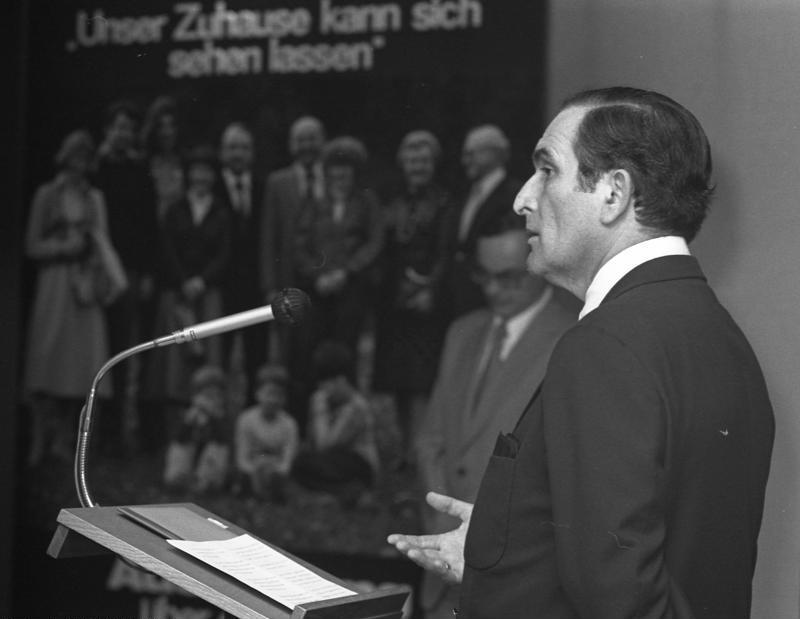
Dietrich Spangenberg, 1978

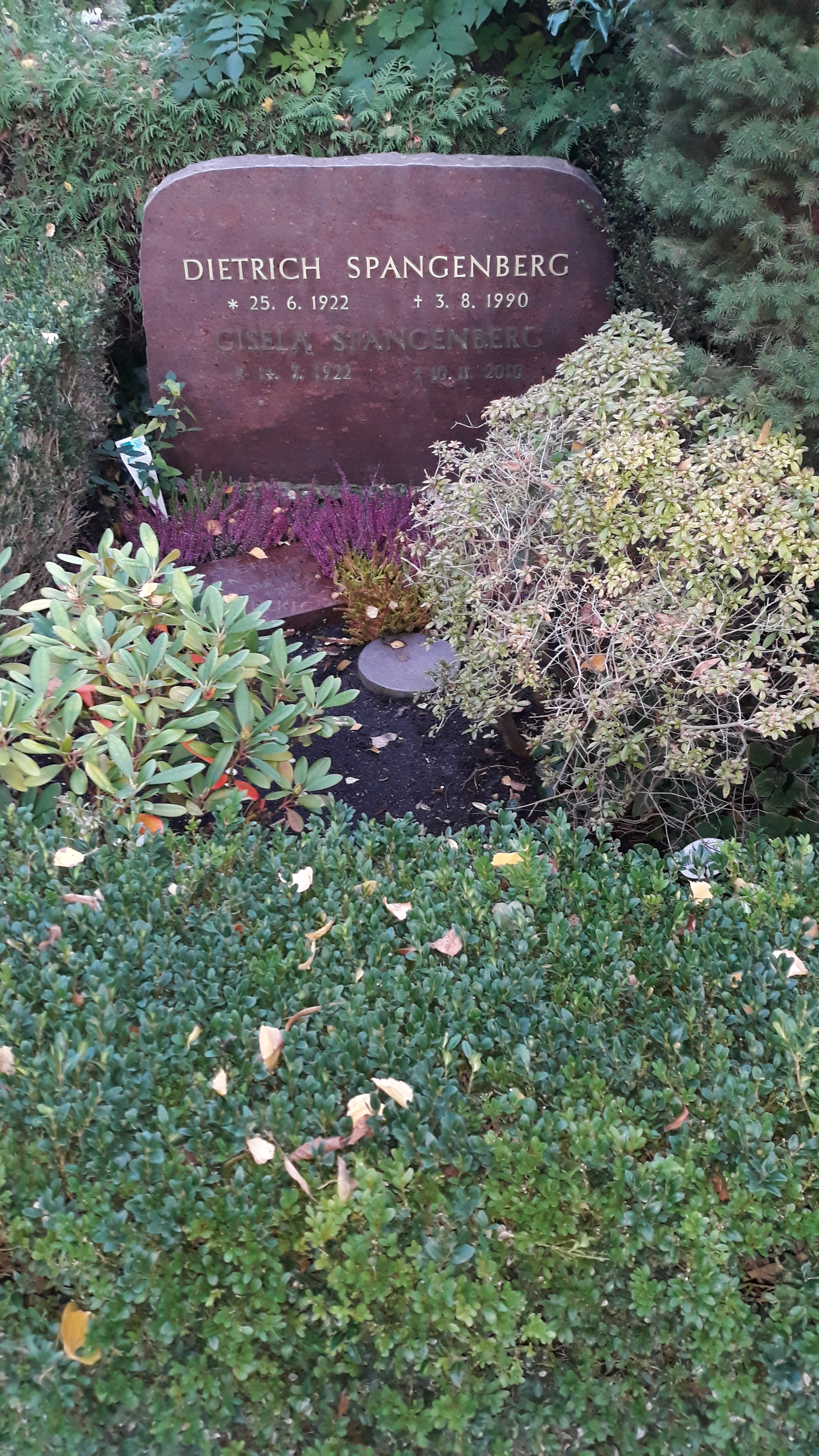
Das Grab von Dietrich Spangenberg und seiner Ehefrau Gisela auf dem Friedhof Dahlem in Berlin.

Dietrich Spangenberg (* 25. Juni 1922 in Dömitz, Mecklenburg-Schwerin; † 3. August 1990 in Berlin) war ein deutscher Politiker der SPD. Er war von 
1967 bis 1969 Senator in West-Berlin, von 1969 bis 1974 Chef des Bundespräsidialamtes und anschließend bis 1982 Staatssekretär im Bundeskanzleramt und Beauftragter der Bundesregierung für Berlin.

## Leben und Beruf
Spangenberg begann nach dem Abitur 1942 ein Medizinstudium in Greifswald, wurde aber noch im gleichen Jahr zur Wehrmacht eingezogen und später mit dem Deutschen Kreuz in Gold ausgezeichnet. Nach dem Attentat vom 20. Juli 1944 wurde er wegen Sympathien mit den Widerstandskämpfern in die Strafdivision 999 versetzt und geriet bei Kriegsende in sowjetische Gefangenschaft. Nach der Entlassung arbeitete er zunächst am Wiederaufbau des Krankenhauses in seiner Heimatstadt Dömitz mit, ehe er 1947 sein Studium in Berlin fortsetzte. Dort gehörte im Jahr darauf zu den studentischen Vertretern des Gründungskomitees der Freien Universität Berlin, war 1950/51 AStA-Vorsitzender an der FU und leitete anschließend bis 1958 das Amt für gesamtdeutsche Studentenfragen des Verbandes Deutscher Studentenschaften, das sich um das Schicksal politisch verfolgter Studenten in der DDR kümmerte. 1958 wechselte er ohne formellen Studienabschluss in den Berliner Landesdienst und leitete bis 1963 zunächst die Berliner Landeszentrale für politische Bildung.
Spangenberg wurde auf dem Friedhof Dahlem in Berlin beigesetzt.

## Partei
In der Öffentlichkeit bekannt wurde drei Jahre nach Spangenbergs Tod durch eine Recherche im Focus, dass er als 18-Jähriger in die NSDAP eingetreten war, dem Verfassungsschutz gegenüber hatte er dies bereits 1978 eingestanden. Nach dem Zweiten Weltkrieg war Spangenberg Mitglied der SPD. Er gehörte viele Jahre dem vom Parteivorstand berufenen Kuratorium des Gustav-Heinemann-Bürgerpreises an. Zudem war er Mitglied des Freiheitsbunds Berlin.

## Öffentliche Ämter
Von 1963 bis 1967 war Spangenberg unter seinem Mentor Willy Brandt Chef der Senatskanzlei von Berlin. 1967 übernahm er für wenige Wochen die Leitung der Senatsverwaltung für Inneres, um anschließend bis zum 4. Juni 1969 Senator für Bundesangelegenheiten zu sein. Nach der Wahl Gustav Heinemanns zum Bundespräsidenten wechselte er als Staatssekretär in das Bundespräsidialamt, das er während der gesamten Amtszeit Heinemanns leitete. 1974 wurde er als beamteter Staatssekretär in das Bundeskanzleramt berufen und war bis zum Regierungswechsel 1982 Bevollmächtigter der Bundesregierung in Berlin. Seit 1977 war er außerdem Staatssekretär im Bundesministerium für innerdeutsche Beziehungen.